# Ectropodon urceolatus
Ectropodon urceolatus är en bladmossart som beskrevs av Hugh Neville Dixon 1936. Ectropodon urceolatus ingår i släktet Ectropodon, klassen egentliga bladmossor, divisionen bladmossor och riket växter. Inga underarter finns listade i Catalogue of Life.